# 富士宮市立貴船小学校
富士宮市立貴船小学校（ふじのみやしりつ きぶねしょうがっこう）は、静岡県富士宮市の南西部、西富士宮駅の北側に位置する公立小学校。

## 概要
- 全校児童数514名（令和6年度）[1]
- 卒業後は主に富士宮市立富士宮第四中学校へ進学する。
- 2014年より、通級指導教室が設置されている[2]。
- 特別支援学級の知的学級と自閉・情緒学級が設置されている。

## 通学区域
- 神立区、松山区、羽衣区、貴船区、神賀区、福地区
- 野中1区
- 淀橋区（※穂波町を除く）
- 大中里区（※以下を除く）
  - 4町内2班、5班（新堀用水以南および以東）、8班、11班～15班、18班、20班
  - 5町内（新堀用水以南）
  - 8町内
  - 9町内[3]

## 指定避難所
- 貴船区、松山区、羽衣区[4]

## 主な卒業生
- 池野昌之（元プロ野球選手）[5]

## アクセス
- JR身延線・西富士宮駅から北に徒歩6分